# Phymatosorus membranifolius
Phymatosorus membranifolius är en stensöteväxtart som först beskrevs av Robert Brown, och fick sitt nu gällande namn av S. G. Lu. Phymatosorus membranifolius ingår i släktet Phymatosorus och familjen Polypodiaceae. Inga underarter finns listade.